# Intoleranz (Film)
Intoleranz (Originaltitel: Intolerance) ist ein Spielfilm von David Wark Griffith aus dem Jahre 1916 mit pazifistischer Grundtendenz. Er gilt als Meilenstein der Filmgeschichte und als Meisterwerk des Stummfilms, einerseits wegen des enormen Produktionsaufwands, andererseits wegen wegweisender formaler, technischer und inhaltlicher Innovationen. Gleichwohl wurde der bis dahin teuerste Film der erste Flop der Filmgeschichte im Millionen-Dollar-Bereich.
Der Film behandelt vier Episoden, die in verschiedenen Epochen spielen und nicht nacheinander, sondern abwechselnd gezeigt werden. Die jüngste und aktuellste Geschichte wurde 1919 nochmals unter dem Titel „Intoleranz 2. Teil, Triumph der Liebe“ (Originaltitel: The Mother and the Law) in die Kinos gebracht, die babylonische Episode im selben Jahr unter dem Titel „The Fall of Babylon“.

## Handlung
Der Film besteht aus vier ineinander verwobenen Handlungssträngen, die jeweils durch das Thema der menschlichen Intoleranz verbunden sind. Es wird gezeigt, welche schrecklichen Folgen die Intoleranz in allen Formen in der Menschheitsgeschichte schon von jeher hatte. Die einzelnen Zeiten sind symbolisch durch die Gestalt einer „ewigen Mutter“, nach einer Vorlage von Walt Whitman, die beständig eine Wiege schaukelt, verknüpft. Immer schneller wird im Verlaufe des Filmes zwischen den einzelnen Episoden des Filmes gewechselt.

### Babylon-Episode
Die längere antike Episode hat den Fall Babylons im Jahre 539 v. Chr. zum Thema. Der junge Herrscher Belsazar, Sohn von König Nabonid, und seine Geliebte, The Princess Beloved, beten die Göttin Ischtar an und brechen damit mit alten Traditionen. Als Ischtars Statuen in die Stadt hineingeholt werden, verärgert das die religiös intoleranten Priester des bisher ausschließlich verehrten Gottes Bel. Die Priester fürchten um ihren Einfluss und intrigieren gegen den König. In der Folge unterstützen die Priester die Eroberung Babylons durch den gefährlichen Perserkönig Kyros (Cyrus). Ein erster Angriff des Kyros misslingt, doch als die Babylonier nach der Schlacht schon im Übermut den Sieg feiern, werden sie von den Priestern verraten. Durch ihre Informationen sieht Kyros seine Chance gekommen und greift erneut an. Diesmal wird das feiernde Babylon von Kyros' Armee völlig überrascht und muss sich nach einer ungleichen Schlacht geschlagen geben. Belsazar und The Princess Beloved begehen Selbstmord.
Die Episode wird vom Schicksal des sogenannten Mountain Girl bestimmt, einer jungen Bewohnerin von Babylon. Sie lehnt die Avancen aller Männer ab, darunter auch die von The Rhapsode, einem Dichter im Dienste des Hohepriesters von Bel. Der Bruder des Mountain Girl ist intolerant gegenüber dem Verhalten seiner Schwester und schleppt sie gegen ihren Willen zum Heiratsmarkt. Als Belsazar zufällig vorbeifährt, stellt er sich auf Mountain Girls Seite. Sie selbst könne frei entscheiden, ob sie heiraten wolle oder nicht, verkündet Belsazar. In tiefer Liebe und Dankbarkeit verehrt das Mountain Girl nun Belsazar und kämpft mit seiner Armee auch gegen die Perser. Sie beobachtet auch das Treffen der tückischen Priester von Bel mit Kyros und reitet zurück, um Belsazar von dem Verrat zu berichten. Dieser zweifelt an ihrer Geschichte, muss sich jedoch eines Besseren belehren lassen, als die Stadtmauern fallen. Das Mountain Girl stirbt neben ihrem König im Kampf. The Rhapsode, der immer noch in das Mountain Girl verliebt ist, musste unterdessen seinen Herrn, den Hohepriester von Bel, zu Kyros begleiten, ohne dass er dabei vom Verrat der Priester wusste. Doch letztlich schwört auch The Rhapsode den Eid auf den neuen Herrscher Kyros.

### Jesus-Episode
Die kurze biblische Episode spielt um das Jahr 30 n. Chr. in Judäa und zeigt zunächst die Wunder, die Jesus vollbringt, etwa auf der Hochzeit zu Kana. Jesus verteidigt die Ehebrecherin, die gesteinigt werden soll, gegen die Intoleranz seiner Mitmenschen. Letztlich führt die Intoleranz eines Teils der Pharisäer gegenüber Jesus zu dessen Kreuzigung.

### Bartholomäusnacht-Episode
Der religiöse Konflikt im Frankreich der Renaissancezeit zwischen katholischen Herrschern und den protestantischen Hugenotten ist das Thema der dritten, vergleichsweise kleinen Intoleranz-Episode. Der schwächliche König Karl IX. steht unter dem Einfluss seiner Mutter Caterina de’ Medici. Gleichzeitig baut der junge König aber auch gute Beziehungen zu den Hugenotten auf. Caterina de’ Medici, politisch und religiös intolerant, sorgt für die Ermordung der Protestanten während der Bartholomäusnacht im Jahre 1572 in Paris. Letztlich kann sie auch ihren Sohn mithilfe anderer Adeliger überreden, die Anordnung zur Verfolgung der Hugenotten zu unterschreiben. Es kommt zu einer blutigen Nacht, auch die Hugenottin Brown Eyes mit ihrer Familie ist betroffen. Sie hat als Verehrer einen brutalen Soldaten, der sie retten könnte, doch verweigert sie sich diesem, sodass der Soldat sie schließlich umbringt. Ihr anderer Verehrer Prosper Latour, ein Nicht-Hugenotte, ist über den Tod von Brown Eyes so verzweifelt, dass er die Soldaten angreift und selbst erschossen wird.

### Moderne Episode
Die umfangreiche zeitgenössische Episode spielt Anfang des 20. Jahrhunderts im Westen der Vereinigten Staaten. Die wohlhabende Mary T. Jenkins ist eine verbitterte alte Jungfer, die von einer sogenannten Wohlfahrtsorganisation als Spenderin angeworben wird. Deren Mitglieder, die Uplifters, stehen für moralischen Puritanismus, der in Gestalt der „Wohlfahrtsorganisationen“ den Lebensstil des Durchschnittsamerikaners durch Verbote neu definieren will. Die Uplifters sind in Wahrheit intolerant gegenüber Jugend, Gelächter und Tanz. Miss Jenkins spendet soviel Geld an die Wohlfahrtsorganisationen, dass ihr Bruder, der Fabrikant Mr. Jenkins, die Löhne für die Arbeiter um 10 % senkt, um keine Gewinneinbußen zu erleiden. Der rücksichtslose Kapitalismus bringt die Fabrikarbeiter auf die Barrikaden, die Streikenden werden von Jenkins entlassen und durch neue ersetzt oder – noch schlimmer – von Polizisten bei Demonstrationen erschossen. Viele Fabrikarbeiter müssen nach dem Verlust ihres Arbeitsplatzes in ein Armenviertel ziehen, darunter auch die Heldin Little Dear One sowie ihr Vater, der den Umzug aus dem einstmals bescheidenen, aber glücklichen Leben nicht verkraftet und bald darauf stirbt.
Auch The Boy war ehemals Fabrikarbeiter und lässt sich nun durch Arbeitslosigkeit wie viele andere zur Kriminalität verleiten. Er trifft auf Little Dear One und verliebt sich in sie, doch diese will ihn nicht ohne Heirat in ihr Schlafzimmer lassen. Der Junge heiratet Little Dear One und versucht ihretwegen, seinem kriminellen Umfeld zu entkommen. Doch sein ehemaliger Gangsterboss, Musketeer of the Slums, rächt sich am Jungen, indem er ihm eine Tat anhängt und ihn so unschuldig hinter Gitter bringt. Unterdessen muss Little Dear One das gemeinsame Baby als alleinerziehende Mutter ernähren. Die Wohlfahrtsorganisation wird darauf aufmerksam und nimmt der jungen Frau ihr Kind weg: Es wird ihr vorgeworfen, eine schlechte Mutter zu sein. Der Musketier der Slums hilft zwar Little Dear One in ihrer Armut, doch nicht ohne Hintergedanken: Sie soll mit ihm schlafen. Auch der Junge gerät nach seiner Entlassung wieder in die Abhängigkeit seines alten Bosses. Als der Musketier der Slums in die Wohnung des Mädchens eindringt und sie offenbar vergewaltigen will, wird er aber von seiner verschmähten Geliebten, The Friendless One, erschossen, einerseits aus Eifersucht, andererseits aus alter Dankesschuld der Mörderin dem Jungen gegenüber.
Doch der Junge wird nun als scheinbarer Täter verhaftet, für schuldig erklärt und vom Gericht zum Tode verurteilt. Little Dear One und The Kindly Officer, ein freundlicher Polizist, versuchen den Fall aufzuklären und entdecken Hinweise darauf, dass es sich beim Jungen nicht um den Täter handelt. Doch der Gouverneur will das Todesurteil nicht aufheben. Die Mörderin The Friendless One wird vom schlechten Gewissen geplagt und gesteht schließlich gegenüber Little Dear One und dem freundlichen Polizisten die Tat. Mit größter Mühe können sie den im Zug sitzenden Gouverneur einholen, der das Todesurteil nun aufhebt. In letzter Minute wird der Junge vor seiner Hinrichtung gerettet und ist endlich wieder mit seiner Frau vereint.

### Epilog
Das Ende des Films zeigt Kriegshandlungen, die keiner der Episoden zugehören. Sie stellen den andauernden Ersten Weltkrieg dar. Eine Zwischeneinspielung mit elegischen Bildern beendet den Krieg. Sie drückt die Hoffnung auf eine Versöhnung im Frieden und das Ende der Intoleranz aus.

## Hintergründe

### Vorgeschichte

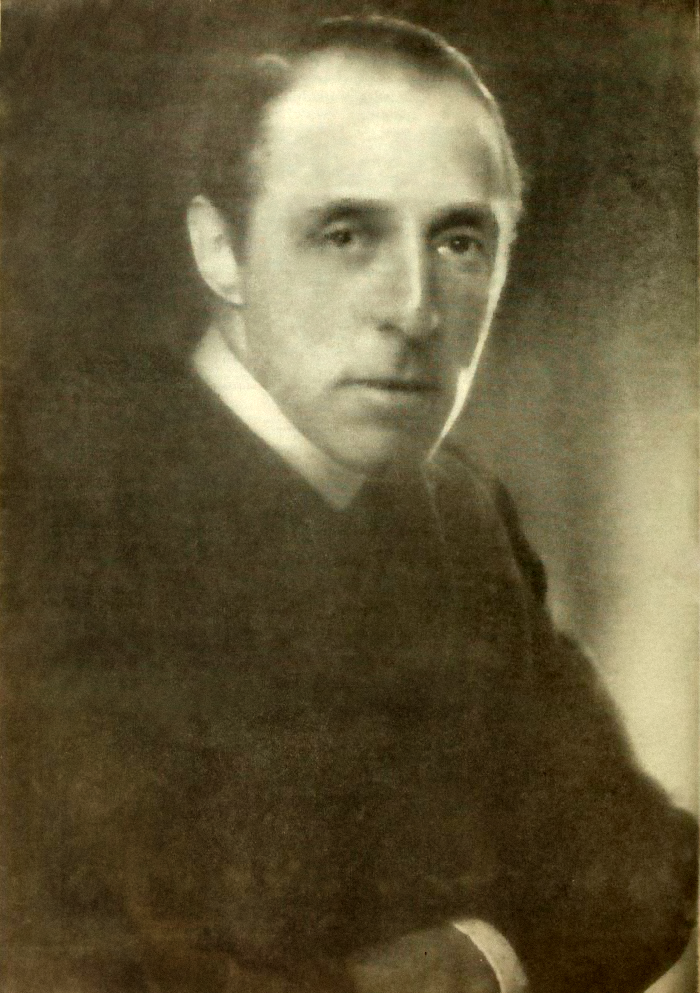
D. W. Griffith (1919)

David Wark Griffith konzipierte den Film um ein bereits gestartetes Projekt – die moderne Episode – herum, nachdem er sich wegen seines Filmes Die Geburt einer Nation (1915) dem Vorwurf des Rassismus ausgesetzt sah. Die Geburt einer Nation war zwar der bis dahin kommerziell erfolgreichste Kinofilm gewesen und gilt bis heute als filmhistorischer Meilenstein, doch erhielt er bereits damals auch viel Kritik: Denn Die Geburt einer Nation rückt gleichzeitig den Ku-Klux-Klan in ein sehr positives Licht und propagiert offenen Rassismus. Das erklärte Ziel von Griffith bei der Herstellung von Intolerance war es, die Kritik an Die Geburt einer Nation als eine Form der Intoleranz zu entlarven und diese als Grundeinstellung des Menschen und historisch immer wiederkehrende Triebfeder menschlichen Handelns darzustellen. Fälschlicherweise wird der Film aber dennoch bis heute häufig als Entschuldigung Griffiths für Die Geburt einer Nation gewertet.
Griffiths langjährige Vertraute und Hauptdarstellerin, Lillian Gish, schreibt in ihrem Buch The Movies, Mr. Griffith and Me von 1969: „In der Literatur hat man immer wieder behauptet, Mr. Griffith sei der große Schaden klar geworden, den er mit der Produktion von The Birth of a Nation angerichtet habe. Intolerance müsse als Rechtfertigung verstanden werden. Solche Annahmen sind völlig falsch. Mr. Griffith hatte keineswegs das Gefühl, dass sein Film Schaden angerichtet habe. Er hatte erzählt, was er für die Wahrheit des Bürgerkriegs hielt – so, wie es ihm von denen berichtet worden war, die den Konflikt miterlebt hatten. Er sah keinen Grund, sich für diesen Film zu rechtfertigen. Mit Intolerance antwortete er im Gegenteil und auf seine Art denen, die er für bigott hielt.“
In der modernen Episode, die in der damaligen Gegenwart spielt, brachte Griffith – ein Vertreter des Realismus im Film – das aktuelle Thema von Arbeiterunruhen und Streiks zur Sprache. Für den in Intoleranz gezeigten Arbeiterstreik mit tödlichem Ausgang diente das Ludlow-Massaker von 1914 als reales Vorbild. Die Figur des Unternehmers Jenkins wurde John D. Rockefeller nachempfunden, der ähnlich wie Jenkins im Film ebenfalls eine Wohlfahrtsorganisation gegründet hatte und auch in das Ludlow-Massaker involviert war. Einen weiteren Bezug zur damaligen Lage kann man in den Schlussszenen erkennen, wo der Film für ein Ende des Ersten Weltkrieges plädiert. Das war auch im Einklang mit den pazifistischen Einstellungen von Griffith. Nach dem Kriegseintritt der USA 1917 sollte Griffith sich jedoch so beeinflussen lassen, dass er den Propagandafilm Hearts of the World (1918) drehte, was er Jahrzehnte später wieder bereute.

### Besetzung
Für die Besetzung brachte Griffith einige der damals bekanntesten Filmschauspieler zusammen, die auch zum Teil schon mit ihm bei Die Geburt einer Nation zusammengearbeitet hatten. Seine Freundin und oftmalige Hauptdarstellerin Lillian Gish, die damals zu den größten Filmstars Amerikas zählte, übernahm die kleine, aber zentrale Rolle der Ewigen Mutter, welche die einzelnen Episoden untereinander verbindet. Für die Rolle des Gefängniskaplans in der modernen Episode wurde ein echter Pfarrer namens A.W. McClure verpflichtet. Für Irritationen der besonderen Art sorgte Jesus-Darsteller Howard Gaye, der während der Dreharbeiten in einen Sexskandal mit einem 14-jährigen Mädchen involviert war. Da dies nicht zuletzt wegen seiner Rolle besonders pikant war, wurde Gaye zurück in sein Heimatland Großbritannien verfrachtet und sein Name aus dem damaligen Vorspann gestrichen.
Zahlreiche prominente Persönlichkeiten der damaligen Film- und Theaterwelt absolvieren als Statisten Cameo-Auftritte. Den markantesten Gastauftritt dieser Art hat wohl Douglas Fairbanks senior, der in der Babylon-Episode als betrunkener Soldat mit einem Affen herumspielt. Weitere Cameo-Auftritte im Film haben: Mary Alden, Frank Borzage, Tod Browning, Constance Collier, Donald Crisp, Carol Dempster, Mildred Harris, Dell Henderson, Harold Lockwood, Wilfred Lucas, Francis McDonald, Owen Moore, Carmel Myers, Wallace Reid, Pauline Starke, Erich von Stroheim, Ruth St. Denis, Natalie Talmadge, Ethel Grey Terry, Herbert Beerbohm Tree und King Vidor.

### Dreharbeiten

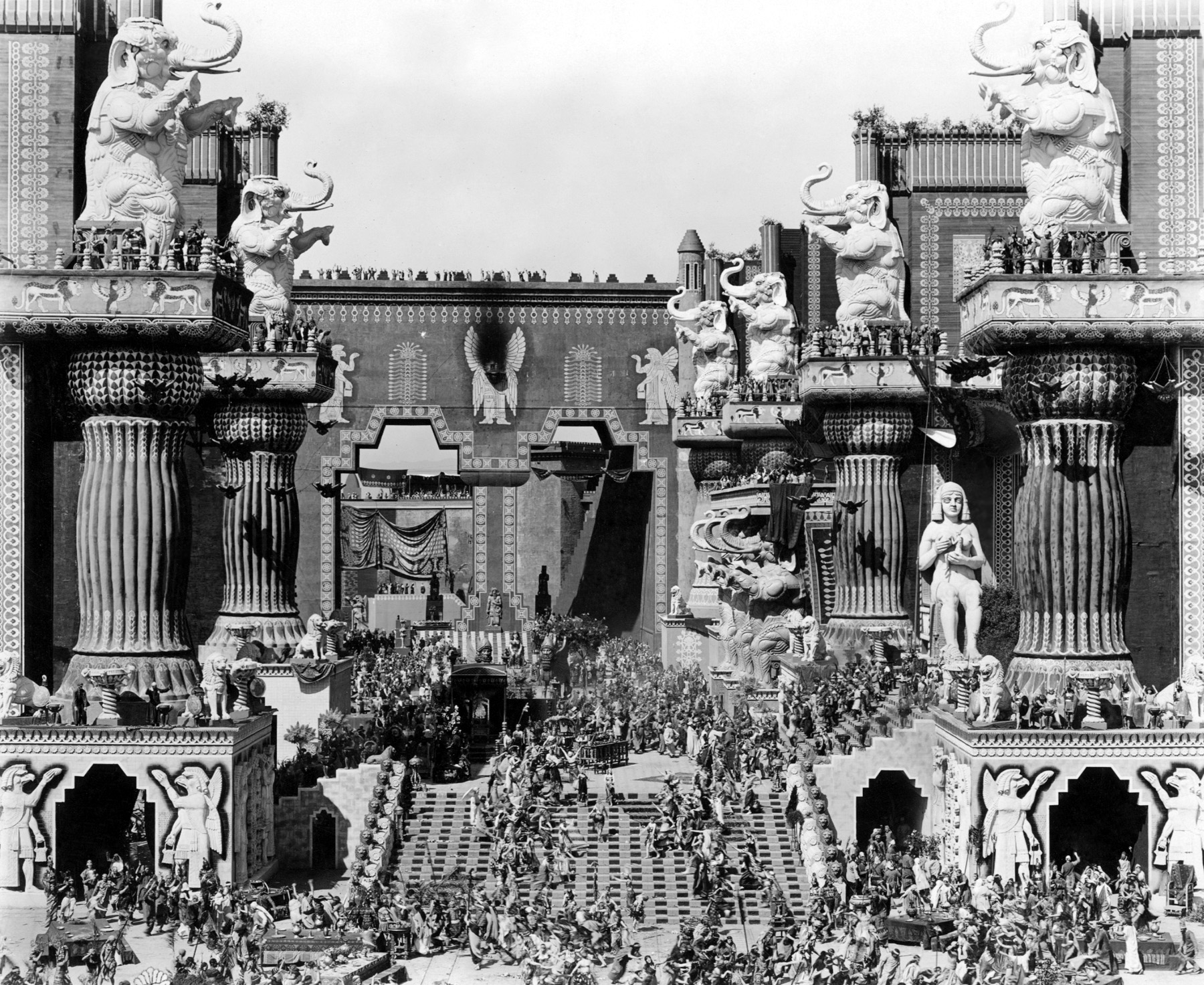
Szenenbild aus Intoleranz

Griffith produzierte den Film selbst und finanzierte ihn hauptsächlich mit seinen Einnahmen aus Die Geburt einer Nation. Mit Herstellungskosten von nahezu zwei Millionen US-Dollar (entspricht einem heutigen Gegenwert von etwa 59 Millionen Dollar) wurde Intoleranz der bis dahin teuerste Film. Zum Vergleich der damals unvorstellbaren Summe: Die Geburt einer Nation war mit „nur“ rund 100.000 US-Dollar die damals teuerste Filmproduktion geworden, Intoleranz kostete nun also das zwanzigfache.
Legendär wurde vor allem der extreme Aufwand, der für die Herstellung der Babylonien-Episode betrieben wurde. Alleine das vom Setdesigner und Baumeister Frank Wortman entworfene Babylon war über 50 Meter hoch und 600 Meter lang. Inspiriert von den italienischen Monumentalfilmen Quo Vadis? (1913) und Cabiria (1914), war es damals das mit Abstand größte Filmset. Alleine die Orgienszene in Babylonien soll rund 200.000 US-Dollar verschlungen haben. Das Babylonien-Set stand noch einige Jahre in Hollywood, bis es zunehmend marode wurde und abgerissen werden musste. Die aufwendige Architektur und Ausstattung von Intoleranz beeinflusste viele Monumentalfilme der kommenden Jahrzehnte, etwa die von Cecil B. DeMille.
Gegen die Darstellung der Pharisäer als Gegner und Verschwörer gegen Jesus und der Juden in der Kreuzigungsszene wandten sich die Anti-Defamation League und Vertreter der B’nai B’rith, die durch diesen Film eine Förderung und Zunahme antisemitischer Ressentiments in der US-amerikanischen Öffentlichkeit befürchteten. Sie trafen sich mit Griffith, der daraufhin einzelne Szenen herausschnitt bzw. neu drehen ließ. In den neu gedrehten Szenen waren dann weniger Juden, aber mehr römische Soldaten zu sehen. Für die Authentizität der Hochzeitsszene von Kanaa ließ sich Griffith von einem jüdischen Rabbi beraten, dessen Tochter als Statistin am Filmset tätig war.

### Form und Stil
Im Jahre 1916 wurden noch überwiegend Kurzfilme produziert, die meist eine sehr einfache Handlung hatten, was dem Kino nicht zuletzt den Vorwurf einbrachte, anspruchslos und keine Kunstform zu sein. Mit dem dreistündigen Werk, das zwischen vier Handlungssträngen, die im Zeitraum von mehreren Jahrtausenden spielen, ständig wechselt, legte Griffith den bis dahin wohl von der Erzählform komplexesten Film überhaupt vor. Das wichtigste Hilfsmittel von Griffith hierbei war die Parallelmontage, die er einige Jahre zuvor durch seine Kurzfilme im Filmgeschäft etabliert hatte. Er drehte die einzelnen Episoden separat und montierte sie erst später zu einem Film zusammen. Nicht zuletzt wegen der ungewöhnlich komplexen Erzählweise stieß der Film aber auch damals, 1916, beim breiten Publikum auf Unverständnis und Skepsis.
Der Filmwissenschaftler Paul O’Dell schreibt 1970 in seiner Biografie Griffith and the Rise of Hollywood: „In Intoleranz sehen wir zum ersten Mal Griffiths außergewöhnliches Vertrauen in der Sache, die er macht, und seine wagemutigen Annäherungen an Erzählstrukturen. Dieser Film ist Griffiths erstes wirklich erwachsenes Werk.“ Griffith äußerte sich viele Jahre später über sein Werk: „Die Absicht war, eine universale Thematik durch verschiedene Perioden der Menschheitsgeschichte zu verfolgen. Diese Elemente sind nicht in ihrer historischen Aufeinanderfolge oder nach einer dramatischen Konstruktion aneinandergefügt, sondern so wie sie einem durch den Kopf schießen könnten, wenn man das Leben in verschiedenen Zeitaltern zu vergleichen versucht.“ Diese Vergleiche zwischen den Zeitaltern erreicht Griffith etwa durch Kontrastmontagen. Dem Prunk Babylons wird etwa die Armut der Arbeiter im 20. Jahrhundert entgegengesetzt. Gegen Ende des Filmes, als der unschuldige Junge hingerichtet werden soll, werden Bilder des ebenfalls zu Unrecht hingerichteten Jesus eingestreut.
Griffith arbeitete zusammen mit seinem Kameramann Billy Bitzer als einer der ersten Filmemacher an einer Ästhetisierung des Filmes, etwa durch die damals neue Technik der Nahaufnahme, verschiedene Schnitttempos oder Lichteffekte. Die Filmszenen kolorierte er unterschiedlich, je nach der Stimmung, die gerade ausgedrückt werden sollte: „Nacht und Melancholie in blau, Krieg und Leidenschaft in rot, Stille und Ruhe in grün und sepia für Innenaufnahmen.“ Karl Brown, der Assistent von Bitzer, entwarf die Technik des „Double Printing“, bei der in der Jesus-Sequenz mehrere Bilder übereinander gelegt werden und die dadurch eine übernatürliche Atmosphäre erhält.

## Verschiedene Fassungen
Von Intoleranz sind gleich mehrere restaurierte Fassungen im Umlauf. 2007 wurde der Film etwa durch Arte neu restauriert und neu veröffentlicht.

## Rezeption
Bereits bei seiner Premiere am 5. September 1916 erhielt der Film sehr gute Kritiken. Ungeachtet dessen wurde er ein Flop, und die an der Produktion beteiligten Triangle Studios gingen bankrott. Auch Regisseur Griffith verschuldete sich. Das Mammutwerk wurde mitten im Krieg produziert, die Stimmung in der Bevölkerung stand der Grundbotschaft des Films – zu zeigen, wozu menschliche Grausamkeit fähig ist und wohin sie führt – vollkommen konträr gegenüber und das Publikum wollte den Film nicht sehen: Amerika bereitete sich auf den Kriegseintritt vor. Griffiths Appell verhallte ungehört. Erst über die Jahrzehnte erarbeitete sich Intoleranz einen Ruf als Meisterwerk des Stummfilmkinos und als einer der Meilensteine der Filmgeschichte.

„INTOLERANZ ist nicht nur der weltgrößte Film. In Anlage und Umfang ist er das seit Jahrzehnten größte Kunstwerk gleich welcher Art überhaupt. Es ist das unglaublichste Experiment im Geschichtenerzählen, das je unternommen wurde. Seine Einzigartigkeit liegt nicht in den einzelnen Strängen der Erzählung, sondern darin, wie das Geflecht der Fäden miteinander verwoben ist. Keine der vier Geschichten wird durchgängig erzählt. Wir stehen im mittelalterlichen Frankreich und rutschen im nächsten Moment auf der Bananenschale der Zeit nach Babylon. Man glaubt, Amerika habe einen fest im Griff – im Handumdrehen trägt es einen zurück nach Palästina. Es ist, als höre man einem Quartett ausgezeichneter Sprecher zu, die gleichzeitig vier völlig verschiedene Romane vorlesen.“

„INTOLERANZ ist der unerreichte Höhepunkt des frühen spektakulären Kinos. In der Tat kommt die in Griffiths vorherigem Film entwickelte Parallelmontage hier noch perfekter zum Einsatz und das Ende der modernen Geschichte stellt das vollkommenste Beispiel von Griffiths ‚Rettung in letzter Minute‘ dar. Zwar erlitt der Film eine herbe Niederlage an der Kinokasse, doch tut das seinem Status als großem humanistischem Epos und als wahrem Almanach der Möglichkeiten des Kinos keinen Abbruch.“

„Griffiths Stummfilm-Klassiker wurde nicht nur durch seine gigantomanische Entstehungsgeschichte berühmt, sondern auch dank seiner zur damaligen Zeit unkonventionelle Bildsprache und Erzählstrategie, die stilbildenden Charakter hatte. Der Film liegt nun in einer hervorragend restaurierten, viragierten Fassung mit vorzüglich komponierter neuer Musik vor.“

## Auszeichnungen
Intoleranz wurde 1989 in das National Film Registry, das Verzeichnis besonders erhaltenswerter Filme, aufgenommen.